# Berufliche Weiterbildung
Berufliche Weiterbildung ist jede Weiterbildung, die eine vorhandene berufliche Vorbildung vertieft oder erweitert. Sie findet in der Form von organisiertem Lernen statt. Vorangegangen sind frühere Bildungsphasen und zwischenzeitliche Berufstätigkeit. Sie ist Teil des privat zugänglichen deutschen Bildungskanons. Dagegen wird mit Fortbildung in der Regel eine öffentlich zugängliche Bildungsmaßnahme bezeichnet. Sofern die Weiterbildung vom Unternehmen ausgeht und im Unternehmenskontext erfolgt, spricht man von betrieblicher Weiterbildung.

## Formen
Unternehmen, die ihre Mitarbeiter weiterbilden wollen, haben die Wahl zwischen allgemeinen Seminar- und Workshop-Angeboten und speziell auf das Unternehmen zugeschnittenen In-House-Schulungen. E-Learning-Angebote kann der Arbeitnehmer sowohl am Arbeitsplatz als auch von zuhause aus wahrnehmen.
Man unterscheidet:
- Einarbeitung,
- Fortbildung,
- Umschulung,
- Erwerben einer Zusatzqualifikation,
- autodidaktische Weiterbildung,
- berufsbegleitende Weiterbildung

und sonstige berufliche Bildungsvorgänge zum Beispiel am Arbeitsplatz.
Eine neuere Form der beruflichen Weiterbildung, die Theorie und Praxis zu verbinden sucht, ist das Learning on the Job: Es dient dazu, einen Arbeitnehmer durch informelles Lernen auf einem neuen, aber der bisherigen Tätigkeit ähnlichen Arbeitsplatz einzuarbeiten.
Training on the job ist ebenfalls eine Form der beruflichen Weiterbildung, die auf Deutsch mit „Lernen durch Handeln“ (Learning by Doing) umschrieben wird. Sie erfolgt am jeweiligen Arbeitsplatz sowohl in der Einarbeitungsphase als auch in der Routinephase, um dann durch Einbringen weiterer und neuer Aspekte in den jeweiligen Tätigkeitsablauf die Betriebsblindheit in einem Unternehmen zu vermeiden oder rückzubilden.
Eine besondere Form der Weiterbildung sind Unterweisungen. So fordert § 12 Abs. 1 des Arbeitsschutzgesetzes, dass die Versicherten ausreichend und angemessen unterwiesen werden. Auslöser für eine Unterweisung sind z. B. Einstellung oder Versetzung, Veränderungen im Aufgabenbereich oder Veränderungen in den Arbeitsabläufen. Im Rahmen des Volontariats in der Presse sind Weiterbildungen tariflich vorgeschrieben.

## Finanzierung
Die berufliche Weiterbildung findet zum Teil während der Arbeitszeit, zum Teil in der Freizeit, z. B. am Wochenende, statt. Der Arbeitnehmer beteiligt sich somit auch zeitlich. Arbeitgeber und Arbeitnehmer teilen sich häufig auch die Kosten.
Grundsätzlich kann berufliche Weiterbildung finanziert werden
- durch den Arbeitgeber,
- durch den sich Weiterbildenden selbst,
- mit öffentlichen Fördermitteln, z. B. durch die Agentur für Arbeit, Förderprogramme der Bundesländer oder die EU
- oder durch eine Kombination daraus (z. B. Bildungsprämie).

In Deutschland wurden die Fördermittel für berufliche Weiterbildung von 7,9 Mrd. Euro im Jahr 1996 um circa 84 % auf 1,3 Mrd. im Jahr 2006 gekürzt. Im Zeitraum zwischen 2009 und 2014 wurde die Förderung der beruflichen Weiterbildung in Deutschland durch die Bundesagentur für Arbeit unter Ursula von der Leyen erneut um rund 50 Prozent gekürzt. Arbeitslosen kann der Besuch eines Lehrgangs unter bestimmten Voraussetzungen durch den sogenannten Bildungsgutschein nunmehr nur noch als Ermessensleistung bezuschusst werden. Die Finanzierung dieser Leistungen hängt davon ab, welches Budget der jeweiligen regionalen Agentur für Arbeit oder dem Jobcenter zur Verfügung steht. Die Förderquote ist konjunkturabhängig. Zum 1. Juli 2023 wurden die Leistungen Weiterbildungsprämie und Weiterbildungsgeld eingeführt (§ 87a SGB III), die für die Rechtskreise SGB II und SGB III gelten.
Soweit es sich nicht um von der Bundesagentur für Arbeit oder andere Kostenträger finanzierte Fortbildungs- oder Umschulungsmaßnahmen für Arbeitslose oder Rehabilitanden handelt, ist berufliche Weiterbildung eine freiwillige Anstrengung des Arbeitnehmers, für deren Kosten er selbst aufzukommen hat. Von daher ist die berufliche Weiterbildung auch zu unterscheiden von betrieblicher Weiterbildung, zum Beispiel im Rahmen von Personal-Entwicklungs-Management, wobei ein Unternehmen auf seine Kosten Mitarbeiter fortbildet bzw. fortbilden lässt. Einen Sonderfall der beruflichen Weiterbildung stellt die Umschulung in einen von der Erstausbildung unterschiedlichen Beruf dar. Es gibt auch spezielle Förderungen für den beruflichen Aufstieg, beispielsweise das sogenannte Meister-BAföG nach dem Aufstiegsfortbildungsförderungsgesetz, das Bildungssparen und diverse weitere Förderungen des Bundes oder der Länder.

## Beispiele
Eine Innovation stellt die IT-Spezialistenvereinbarung von 2002 zur „arbeitsprozessorientierten IT-Weiterbildung“ APO-IT dar. Reflexion und Dokumentation von in realen betrieblichen Arbeitsprojekten erworbenen Kompetenzen wird hier von Lernprozessbegleitern unterstützt, und diese Kompetenzen werden in geregelten Abschlüssen zertifiziert.
Weitere Formen der beruflichen Weiterbildung sind:
- Ärztliche Weiterbildung
- Ph. D.
- Habilitation
- Verwaltungs- und Wirtschaftsakademie
- Meisterprüfung
- Staatlich geprüfter Betriebswirt
- staatlich geprüfter Gestalter im Handwerk
- Staatlich geprüfter Restaurator im Handwerk
- Staatlich geprüfter Techniker
- Corporate University
- Betriebsinformatiker
- Lerninseln
- Weiterbildende, nicht-konsekutive Masterstudiengänge

Der Weiterbildungsanbieter kann die Teilnahme an der Weiterbildung an bestimmte Voraussetzungen knüpfen, etwa an einen Hochschulabschluss in einer bestimmten Fachrichtung oder den Nachweis einschlägiger Berufspraxis.
Der vor der Weiterbildung durch Berufs- oder Studienabschluss erreichte Beruf wird bisweilen als Grundberuf, Grundqualifikation, Primärberuf oder Quellberuf bezeichnet.

## Hintergrund
Der schnelle technologische Fortschritt in der Wissensgesellschaft sowie die damit verbundene Notwendigkeit lebenslangen Lernens erfordern es, berufliche  Fähigkeiten und berufliches Wissen auch nach der beruflichen Erstausbildung zu erhalten, anzupassen und zu erweitern. Aber auch ungelernte Berufstätige, die für ihre Arbeit nur angelernt und nicht ausgebildet wurden, können sich beruflich weiterbilden. In einigen Berufen, z. B. im schulischen oder im Therapiebereich, wird berufliche Weiterbildung als unumgänglich angesehen und die Praxiserlaubnis an eine regelmäßige Teilnahme gekoppelt. In anderen Berufen ist Weiterbildung ein Muss, um sich gegenüber Konkurrenten behaupten zu können, ebenso ist berufliche Weiterbildung für Arbeitslose oder für Eltern nach der Elternzeitphase von Vorteil, um die Wiedereinstiegschancen in eine Berufstätigkeit zu erhöhen. Im weiteren Sinne handelt es sich bei der beruflichen Weiterbildung um den Erwerb von Zusatzqualifikationen zum bereits bestehenden Fundus. Grundsätzlich wird mittlerweile davon ausgegangen, dass sich berufliche Weiterbildungsmaßnahmen insbesondere langfristig lohnen. Mehr als 50 % der in Deutschland Beschäftigten nehmen jedes Jahr an einer Weiterbildung teil.